# Tabanus cazieri
Tabanus cazieri är en tvåvingeart som beskrevs av Philip 1954. Tabanus cazieri ingår i släktet Tabanus och familjen bromsar. Inga underarter finns listade i Catalogue of Life.